# Železniční trať Železný Brod – Tanvald
Železniční trať Železný Brod – Tanvald, v jízdním řádu pro cestující uváděná v tabulce 035, je jednokolejná regionální trať ze Železného Brodu do Tanvaldu. Trať vede v údolí řeky Kamenice často velmi obtížně přístupným terénem a prochází dvěma tunely. Doprava byla zahájena v roce 1875. Jízdní řád tohoto úseku byl v minulosti uváděn v tabulce 036 spolu s úsekem Liberec – Tanvald.

## Historie

### Výstavba
Jihoseveroněmecká spojovací dráha, známá též pod zkratkou S.N.D.V.B., provozující mimo jiné trať Pardubice – Liberec, dala v 70. letech 19. století příslib tanvaldským průmyslníkům, že vybuduje ze stanice Železný Brod ležící na uvedené trati odbočku do Tanvaldu. První politická pochůzka byla zrealizována 6. a 7. listopadu 1872.
Listem povolení Františka Josefa I. ze dne 31. března 1872 byla vydána koncese pro společnost Jihoseveroněmecké spojovací dráhy "ku stavění a užívání železnice lokomotivní k prodloužení jihoseveroněmecké železnice spojovací z Liberce na Friedland až ke hranicím zemským u Seidenberka, též ke křídelní železnici ze Železného Brodu do Tanwaldu."
Z důvodu následného upravení trasy se konala druhá politická pochůzka, a to dne 19. května 1873, nová stavební koncese byla udělena dne 28. června 1873 a výstavba, kterou zajišťovaly firmy Daniel Lapp, Emil Trummbi, František Mlejnecký a Franciesco Nicoletti, byla zahájena ještě týž měsíc.

### Provoz na trati v 19. století
Zkušební provoz na trati byl zahájen 1. června 1875, pravidelný o měsíc později. Dráhu vlastnila a provozovala společnost Jihoseveroněmecká spojovací dráha od zahájení dopravy až do svého zestátnění provedeného dne 1. ledna 1908.
V té době byly na trati pouze dvě mezilehlé stanice – Jesenný (tehdy Engenthal) a Velké Hamry (tehdy Swarow).
Již o rok později, 15. května 1876, byla otevřena zastávka Návarov. Z důvodu malé využívanosti byla o tři roky později zrušena. Dne 1. prosince 1883 se společně s otevřením zastávky Plavy dočkala obnovení.

### Období první a druhé republiky
V době výstavby malé vodní elektrárny Spálov, konkrétně v roce 1922, byla pod mostem v km 2,02 v provozu drážka o rozchodu 600 mm určená k převozu štěrku z říčního nánosu k budovanému náhonu elektrárny.
Roku 1934 byla nedaleko elektrárny postavena zastávka Spálov.
Při odtržení Sudet od Československa rozdělila trať státní hranice. Aby cestující jedoucí ze směru Železný Brod do Držkova nemuseli zajíždět do německých Plavů a vracet se zpět, byla v roce 1939 u hranic otevřena zastávka Držkov.

### Období socialismu a 90. let
V 60. letech (dle jiného zdroje až v sedmdesátých) byla zastávka Držkov zrušena, protože se nacházela celkem daleko od obce.
Během 70. let byl zrekonstruován Haratický tunel, později byly zahájeny práce i na Návarovském tunelu, ty ovšem trvaly až do roku 1996.
V průběhu roku 1986 probíhala celková obnova trati, která trvala tři měsíce. Byly při ní mimo jiné smontovány mosty přes Kamenici. Obnovu zajišťovalo železniční vojsko a byla při ní usmrcena jedna osoba po pádu kolejových polí do řeky.
V roce 1998 mělo trať v pronájmu Sdružení Jizerské dráhy a dopravu zajišťovala společnost GJW Praha.

### 21. století

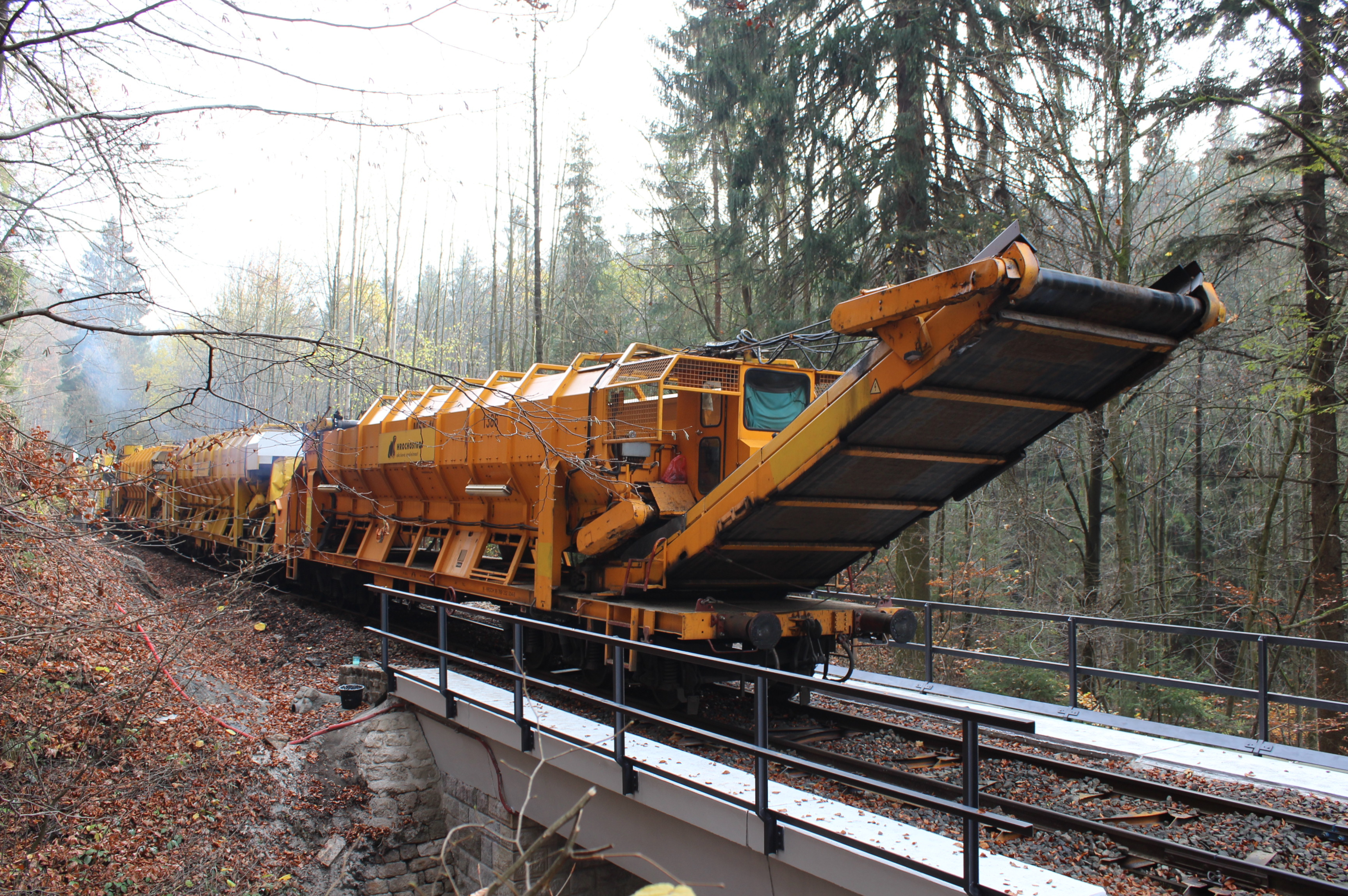
Stavební práce v průběhu kompletní rekonstrukce

V listopadu 2010 byla otevřena zastávka Velké Hamry město z důvodu zlepšení dopravní obslužnosti města. V roce 2015 bylo zmodernizováno zabezpečovací zařízení na celé trati a zrenovovány byly dopravny Velké Hamry a Plavy.
Od září do listopadu 2019 SŽDC kompletně trať zrekonstruovala. Tento proces zahrnoval obnovu svršku, zastávek, mostů a další stavební zákroky.
Dne 15. prosince stejného roku převzala zajišťovaní naprosté většiny spojů na trati společnost ARRIVA vlaky.

### Co vypovídají staré jízdní řády
V roce 1900 byly podle tehdejšího jízdního řádu v provozu tyto stanice: Železný Brod, Eugenthal, Navarov, Plavy, Svárov, Tannwald-Šumburk.
| rok                                        | provozovaná trať                                      | počet vlaků                              |
| ------------------------------------------ | ----------------------------------------------------- | ---------------------------------------- |
| 1900                                       | 65 Železný Brod – Tannwald-Šumburk                    | 4 Os                                     |
| 1921 léto                                  | 160 Železný Brod – Tannvald-Šumburk                   | 5 Os                                     |
| 1928/29 zima                               | 130 Železný Brod – Tanvald-Šumburk n. D.              | 5 Os                                     |
| 1937/38 zima                               | 124 Železný Brod – Tanvald-Šumburk n. D.              | 8 Os                                     |
| 1944/45                                    | 160r Železný Brod – Groß Hammer – Tannwwald-Schumburg | 9 Os                                     |
| 1945/46                                    | 3e Železný Brod – Tanvald-Šumburk nad Desnou          | 7 Os                                     |
| 1959/60                                    | 3c Železný Brod – Tanvald-Šumburk nad Desnou          | 10 Os                                    |
| 1988/89                                    | 036 Liberec – Tanvald – Železný Brod                  | 10 Os                                    |
| 2002/03                                    | 036 Liberec – Tanvald – Železný Brod                  | 14 Os                                    |
| 2012/13                                    | 035 Železný Brod – Tanvald                            | 4 R + 11 Os + 3 Os Velké Hamry – Tanvald |
| Vysvětlivky: R – rychlík, Os – osobní vlak |                                                       |                                          |

## Popis

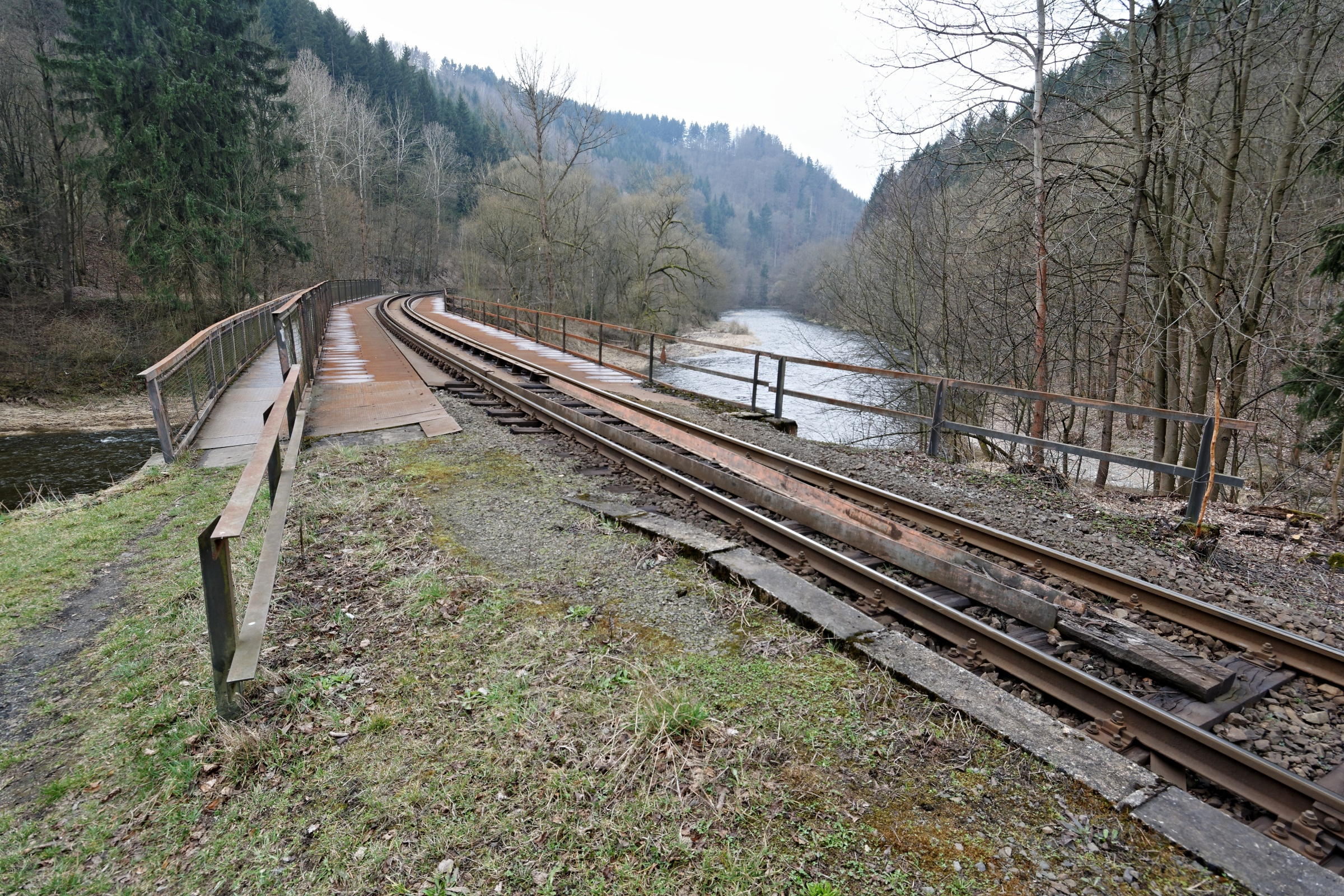
Spálovský most

Počátek trati se nachází v nádraží Železný Brod. Odtud vychází ze semilského zhlaví souběžně s tratí na Jaroměř. Poté se od této tratě odchýlí, překoná most přes řeku Jizeru a vstoupí do zastávky Spálov. Následně podjede jeden ze silničních mostů u Spálova a dostane se do údolí Kamenice, podél které se vine až do Tanvaldu. Pokračuje podél silnice II/288. Od ní se oddělí v místě, kde se stala železniční nehoda u Spálova. Zde též překročí most přes Kamenici, dál vede samostatně až k nechráněnému železničnímu přejezdu přes silnici III/2881. Odtud pokračují spolu do Bohuňovska, kde je umístěna zastávka Jesenný. Dále vede samostatně podél řeky až do zastávky Návarov, přes Návarovský tunel a kolem bývalé zastávky Držkov. Po projetí Haratickým tunelem se pozvolna dostává do obytné zástavby obce Plavy, u jejíhož okraje má stejnojmennou zastávku, před níž je přejezd přes silnici I/10. Obytnou zástavbu na chvíli vystřídá krátký zalesněný úsek, za nímž se trať dostává do další zástavby, tentokrát města Velké Hamry. V něm se nachází dvě dopravny – stanice Velké Hamry a zastávka Velké Hamry město, která byla zřízena z důvodu zlepšení dopravní obslužnosti v roce 2010. Následně pokračuje opět lesem až k vodní elektrárně v Tanvaldu, podél které se dostane do centra a městské části Šumburk nad Desnou, kde je umístěna konečná stanice Tanvald.
Na trati je celkem 6 přejezdů, z toho 3 nechráněné a 3 zabezpečené elektronicky, 3 mosty přes řeku a 2 tunely.

## Vozový park

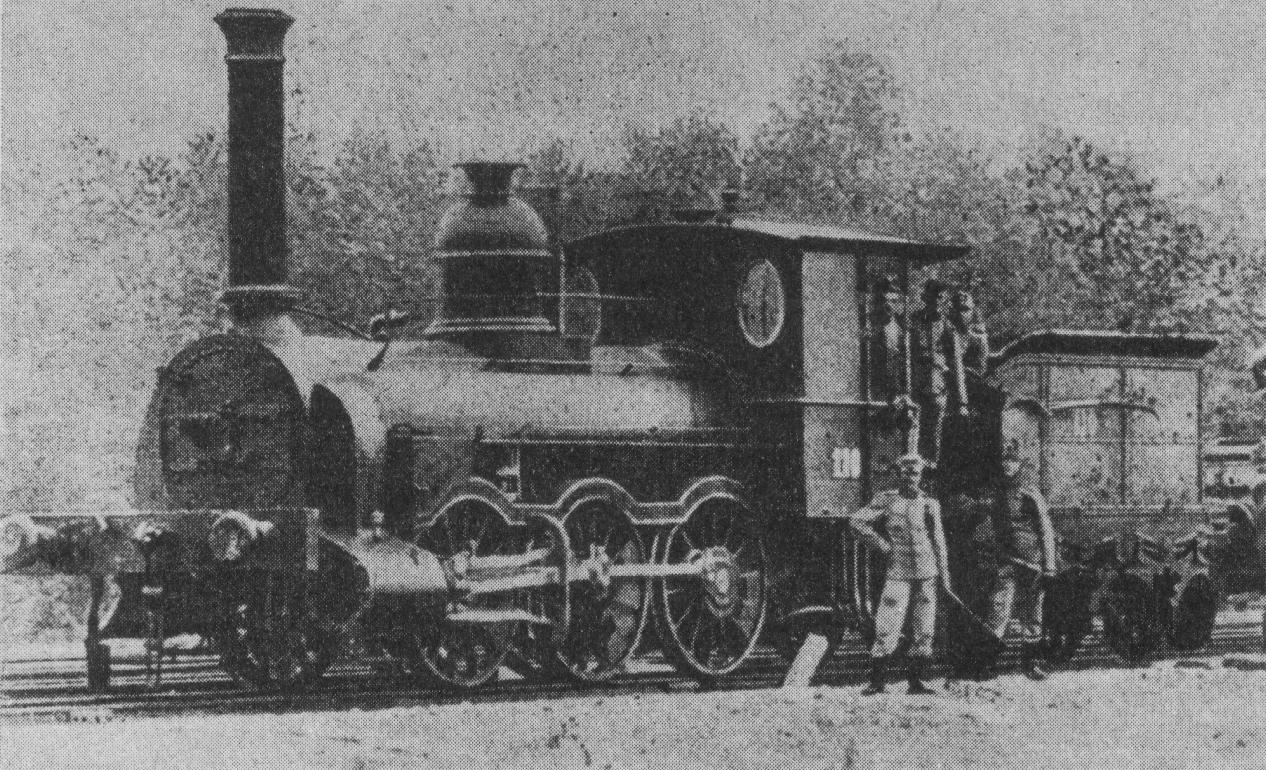
Lokomotiva IV (311.2)

Zpočátku byla doprava provozována vlaky taženými parními lokomotivami IV, u ČSD označovaných 311.2, které byly v roce 1895 nahrazeny lokomotivami XV, u ČSD označovanými 313.4.

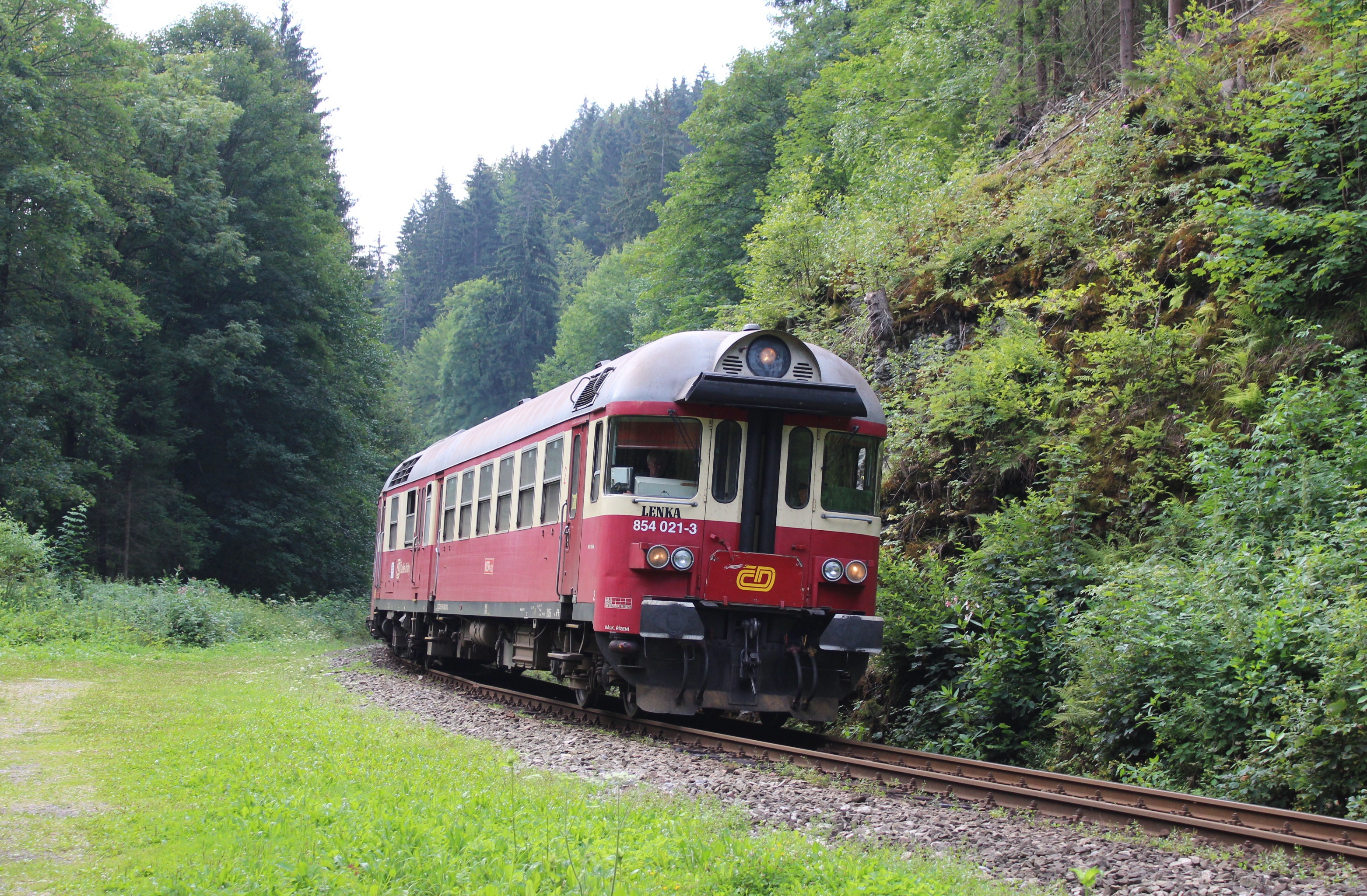
Motorový vůz 854 u zastávky Návarov

Po druhé světové válce byly na trať vypravovány i lokomotivy řady 423.0 a 354.1 a motorové vozy M 131.1 (dnes 801). V roce 1967 byl na trati ukončen provoz parních lokomotiv. Nahradily je lokomotivy T 435.0 (dnes 720) zde provozované do roku 1981. V tomto období se zde vyskytovaly i další motorové lokomotivy, třeba T 426.0 (dnes 715) nebo T 466.2 (dnes 742). V roce 1988 zde začaly jezdit lokomotivy 743, jež v čele manipulačních vlaků v okolí jezdí dodnes.
Od roku 1975 byly na zdejších rychlících nasazovány motorové vozy M 296.1 a M 296.2 (dnes 853 a 852), které na těchto spojích ve zmodernizované formě (řada 854) jezdí dodnes. Motorové vozy M 131.1 nahradily mezi lety 1978 a 1981 motorové vozy M 152.0 (dnes 810).
Až do prosince 2019 provozovaly České dráhy na trati zejména motorové jednotky 814 a motorové vozy 840 a 854. Nyní na trati zůstaly pod záštitou ČD pouze vozy 840, majoritní dopravce ARRIVA vlaky nasazuje hlavně motorové jednotky 845 a Siemens Desiro.

## Provoz

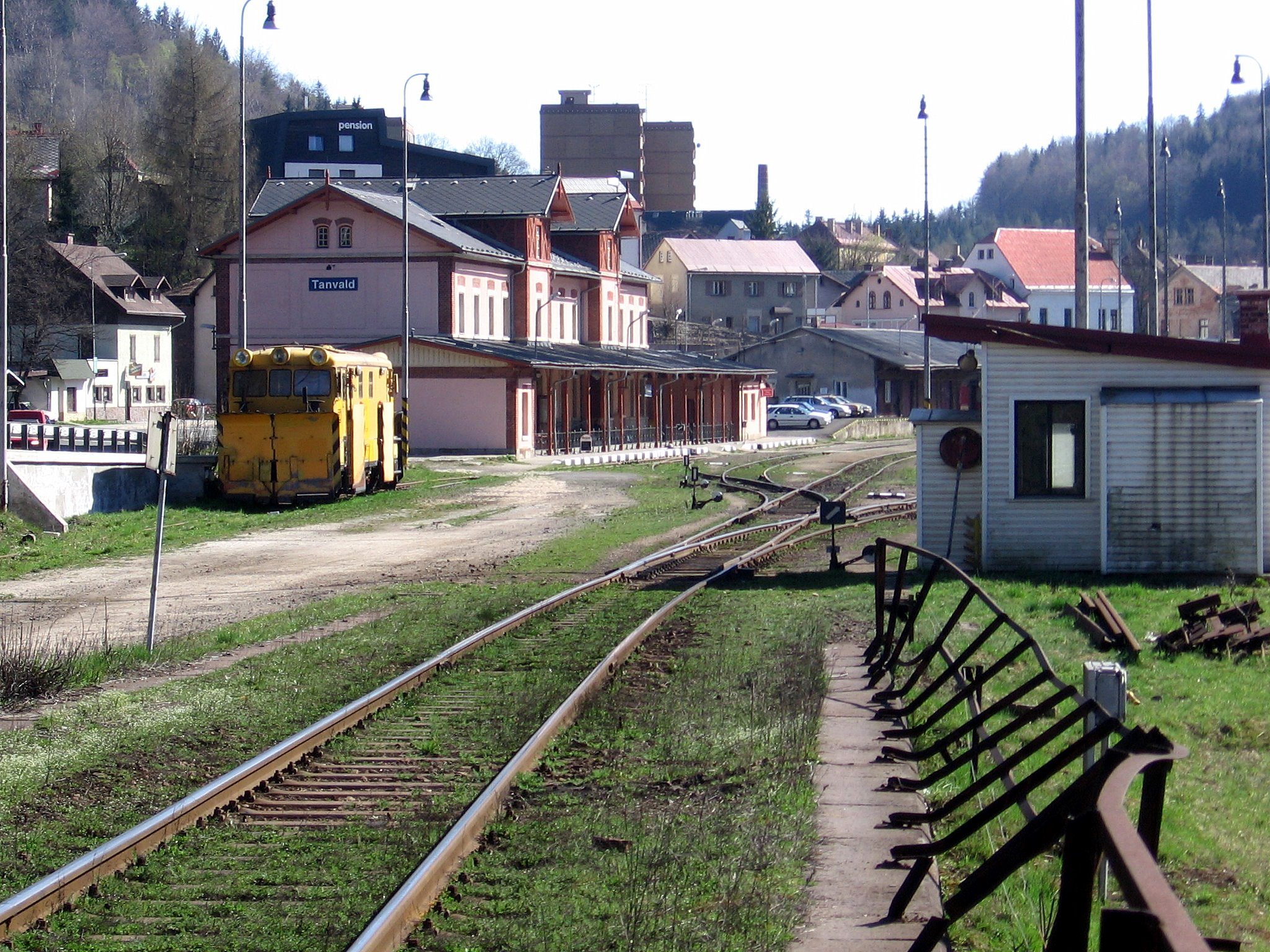
Železniční stanice Tanvald

V období jízdního řádu 2019–20 byl provoz na trati zajišťován každý den šesti páry rychlíků linky R21 v trase Praha hlavní nádraží – Tanvald provozovanými dopravcem ARRIVA vlaky. Dále se jednalo o osobní vlaky v různých variantách trasy. Na tyto spoje vyjížděl nejčastěji stejný dopravce, tj. ARRIVA vlaky, posilové spoje (Liberec –) Tanvald – Plavy zůstaly v režii Českých drah.

## Železniční nehoda
Dne 25. srpna 1990 se u zastávky Spálov srazil osobní vlak složený z motorového vozu 810 a přívěsného vozu s manipulačním vlakem v čele s lokomotivou 743. Při nehodě zemřelo 14 lidí, 32 dalších bylo zraněno.

## Navazující tratě

### Železný Brod
- trať 030 Jaroměř – Stará Paka – Železný Brod – Turnov – Liberec
- vlečka továrny Liebig v Železném Brodě odbočovala z širé trati, dochoval se ocelový most přes Jizeru
- zrušená drážka vápenky má dosud zachované zbytky spodní stavby

### Tanvald
- Trať 036 Liberec - Jablonec nad Nisou – Smržovka – Tanvald – Harrachov

## Stanice a zastávky

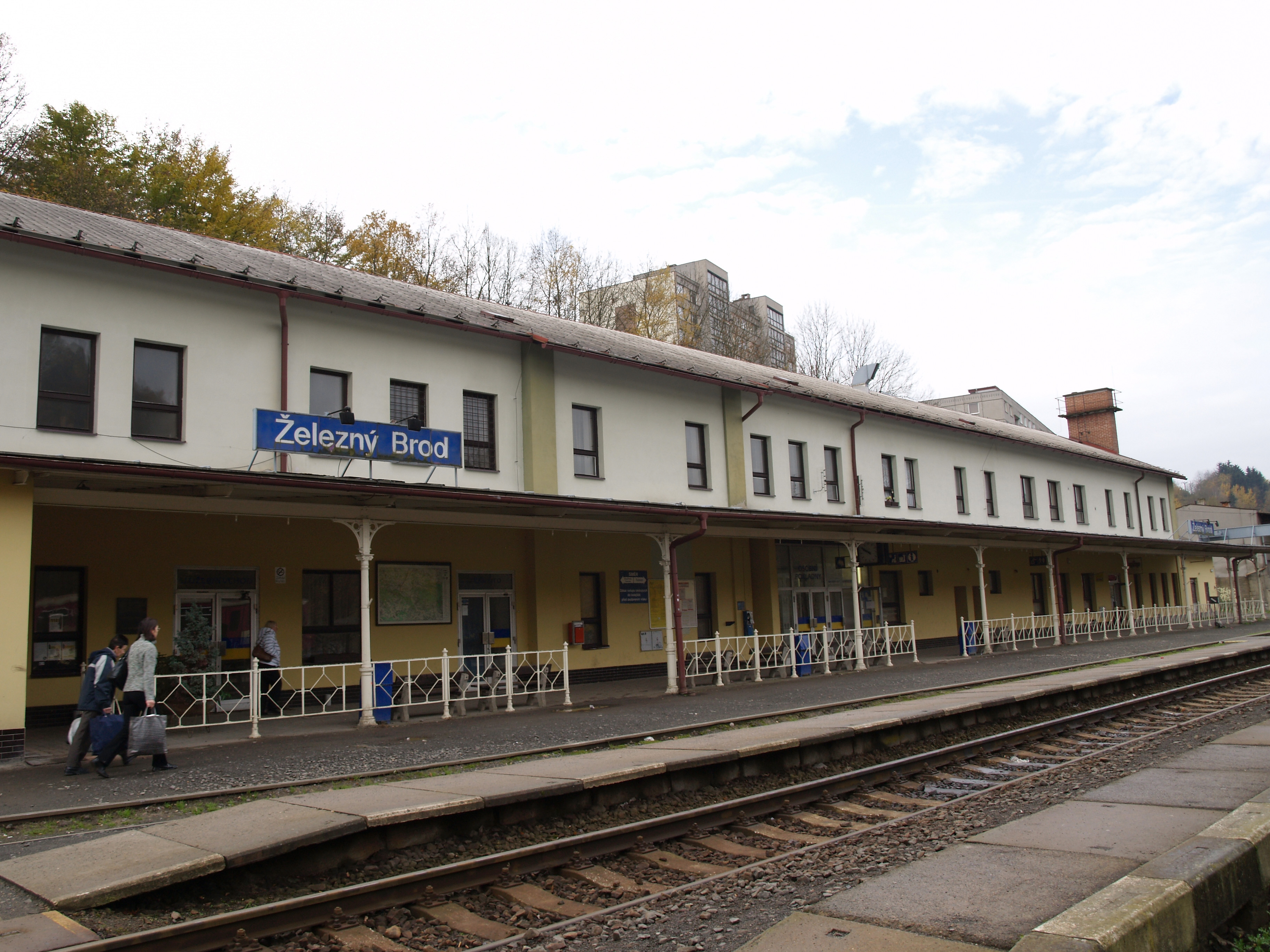
Železný Brod
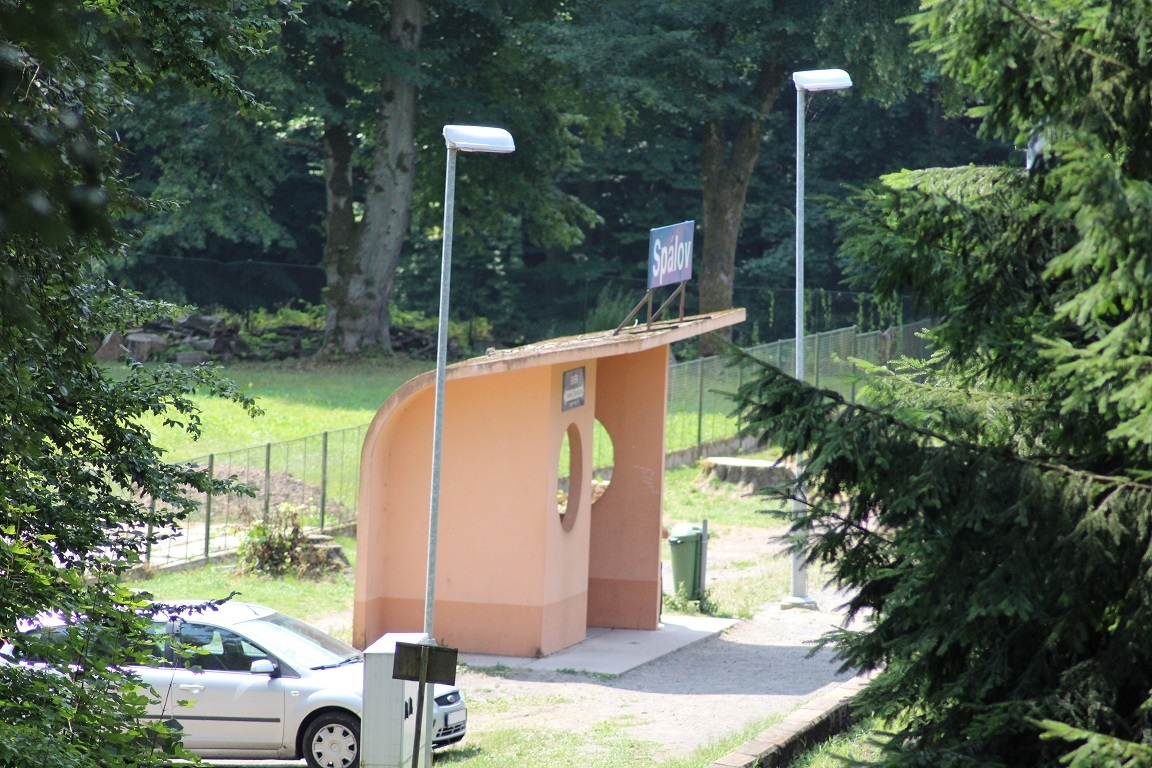
Spálov
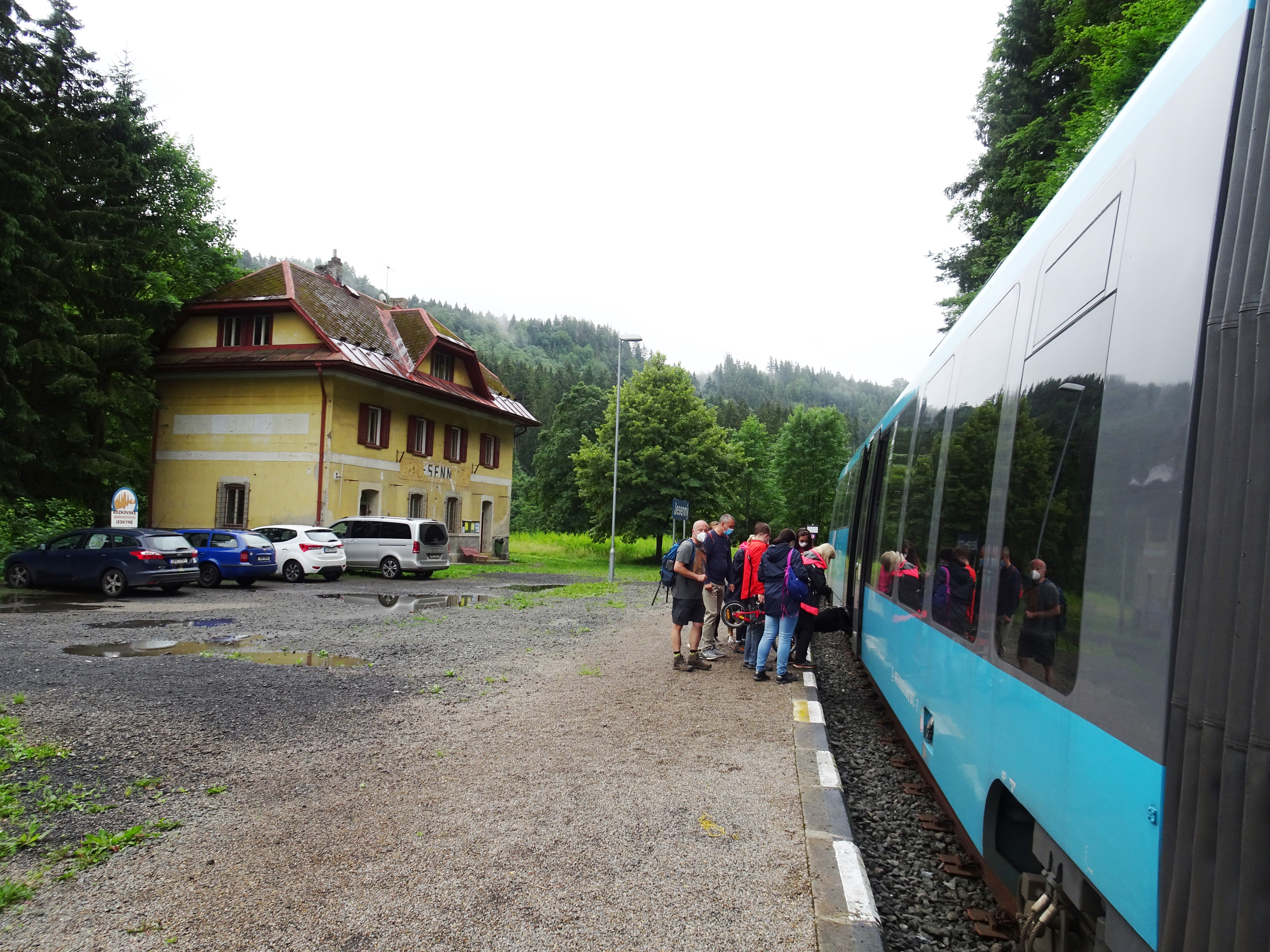
Jesenný
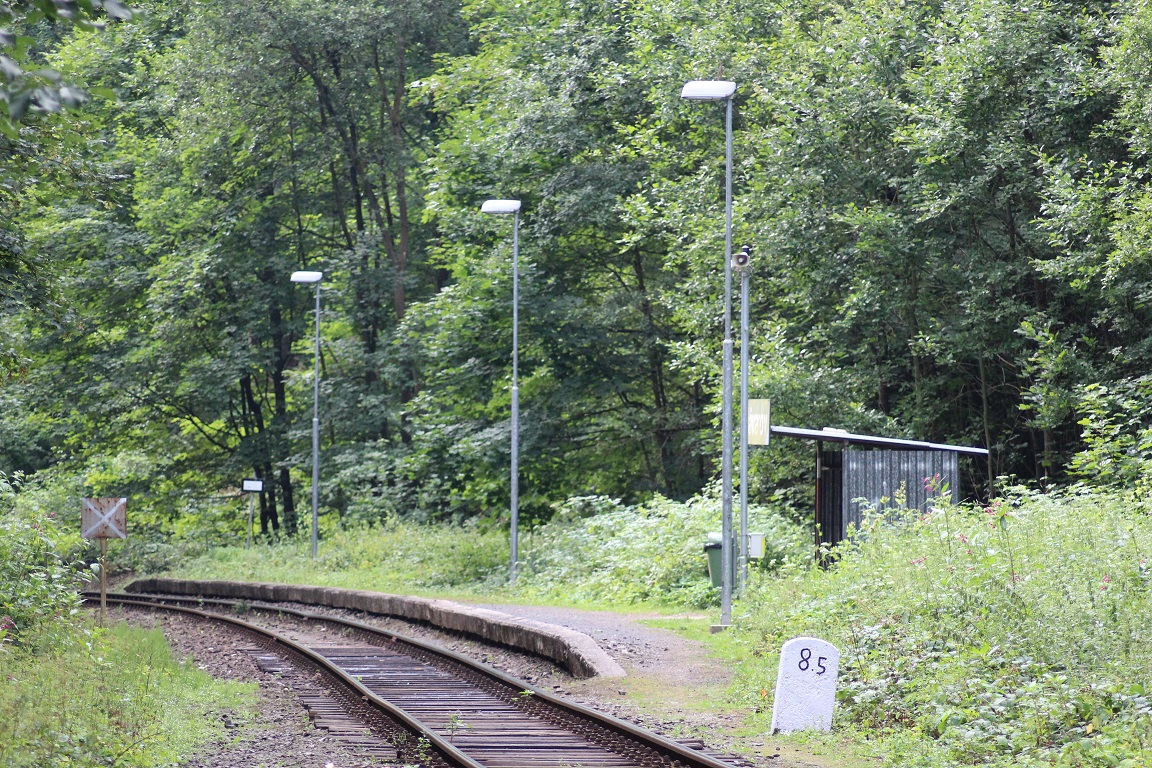
Návarov
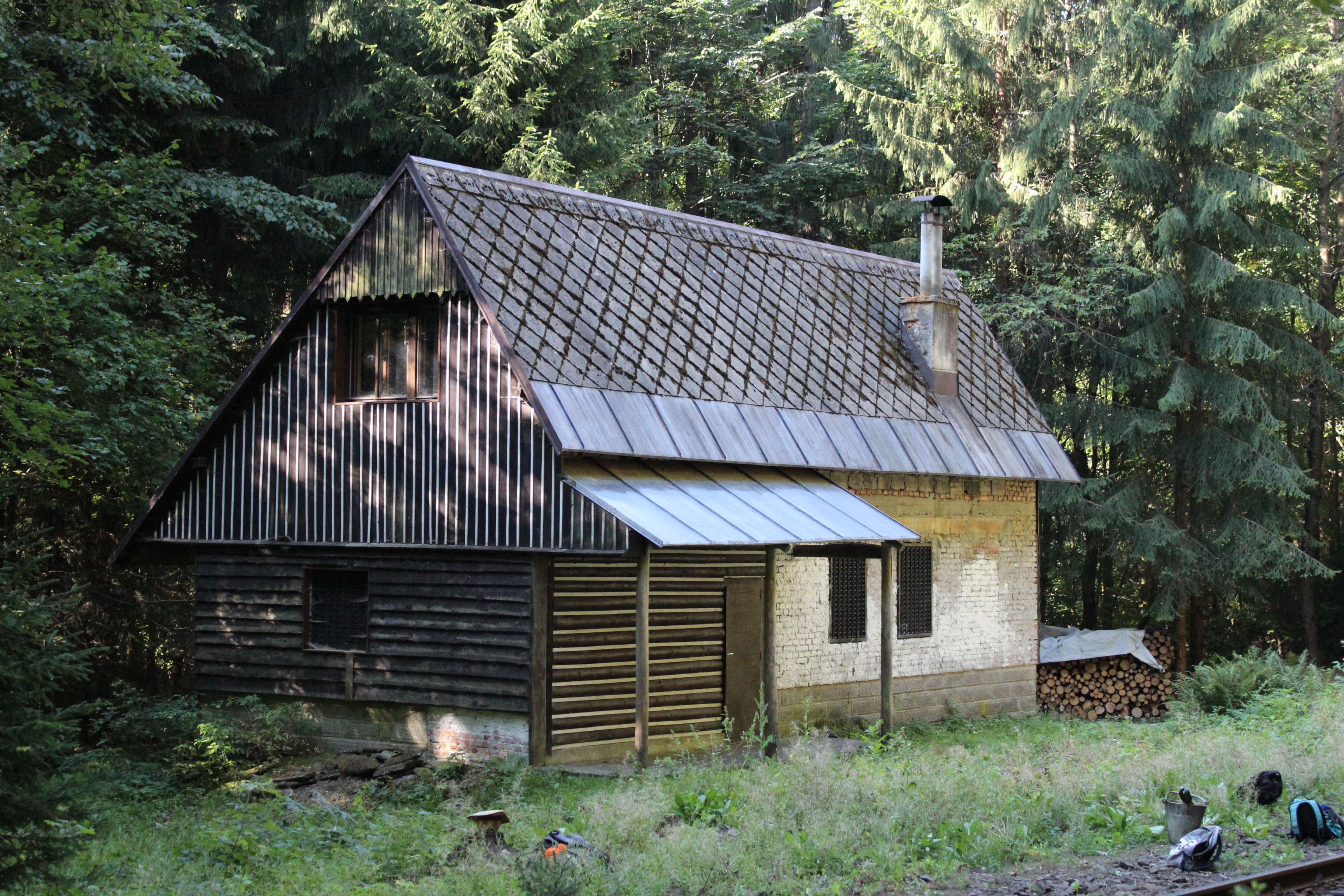
Držkov (zruš.)
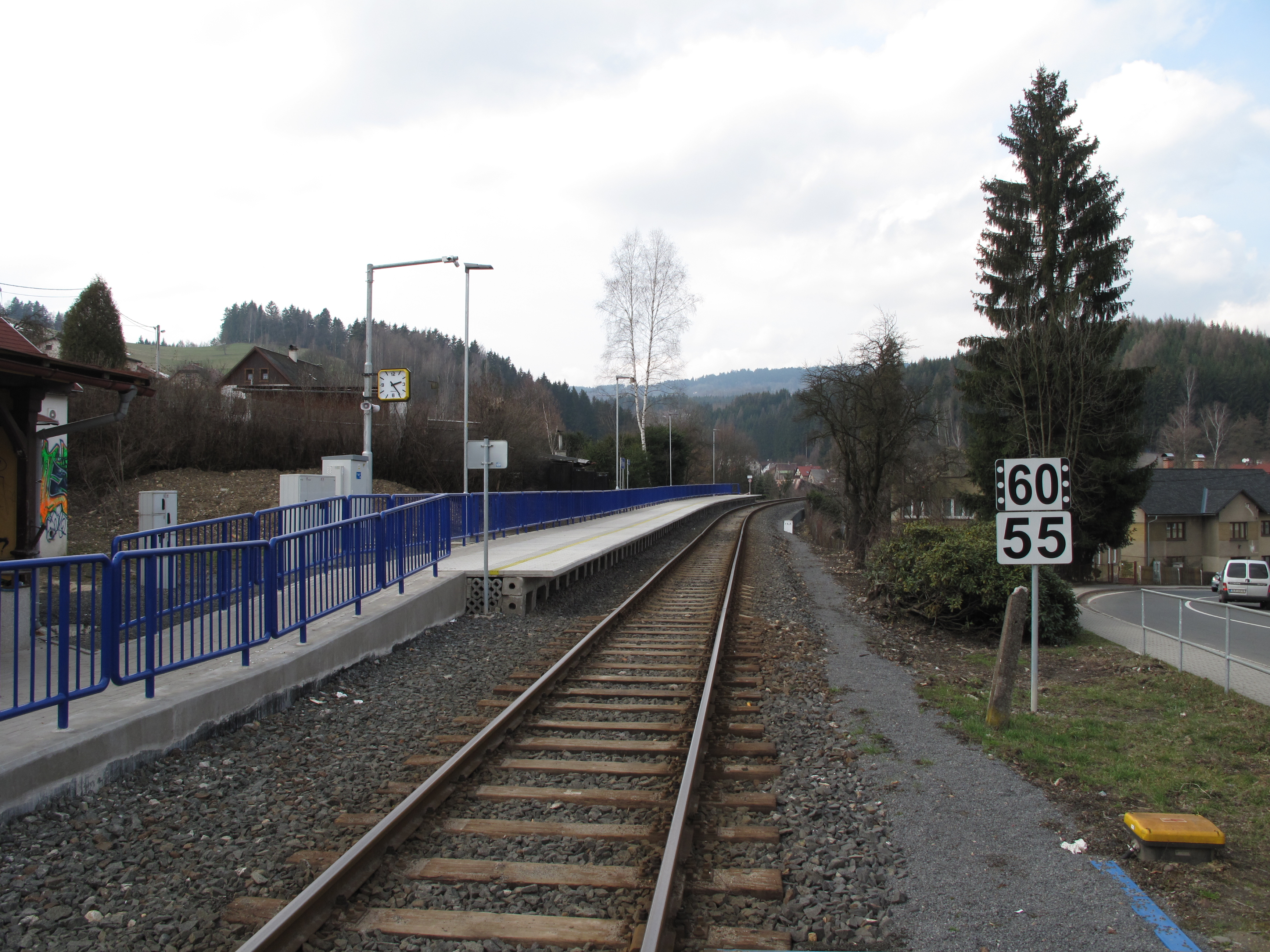
Plavy
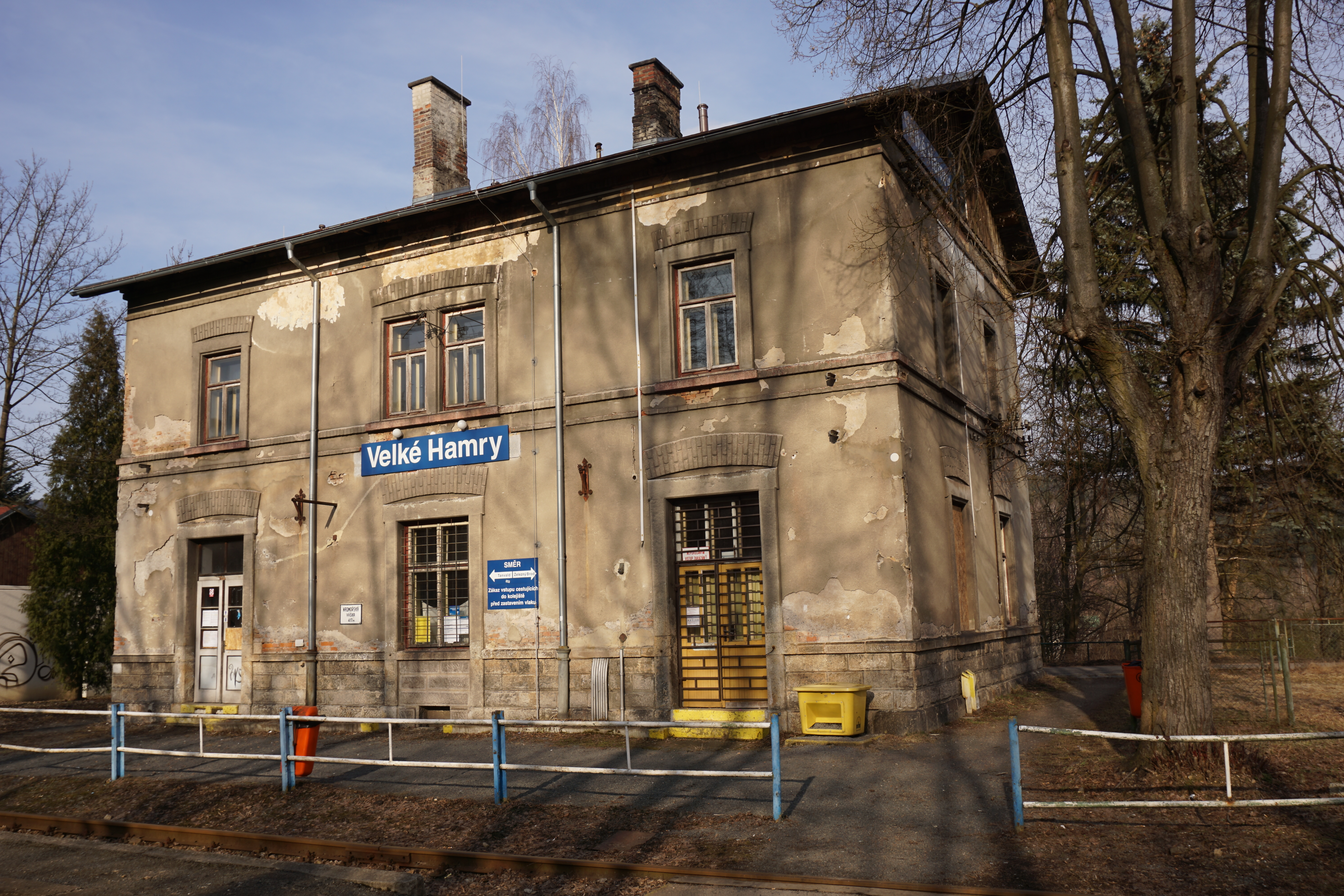
Velké Hamry
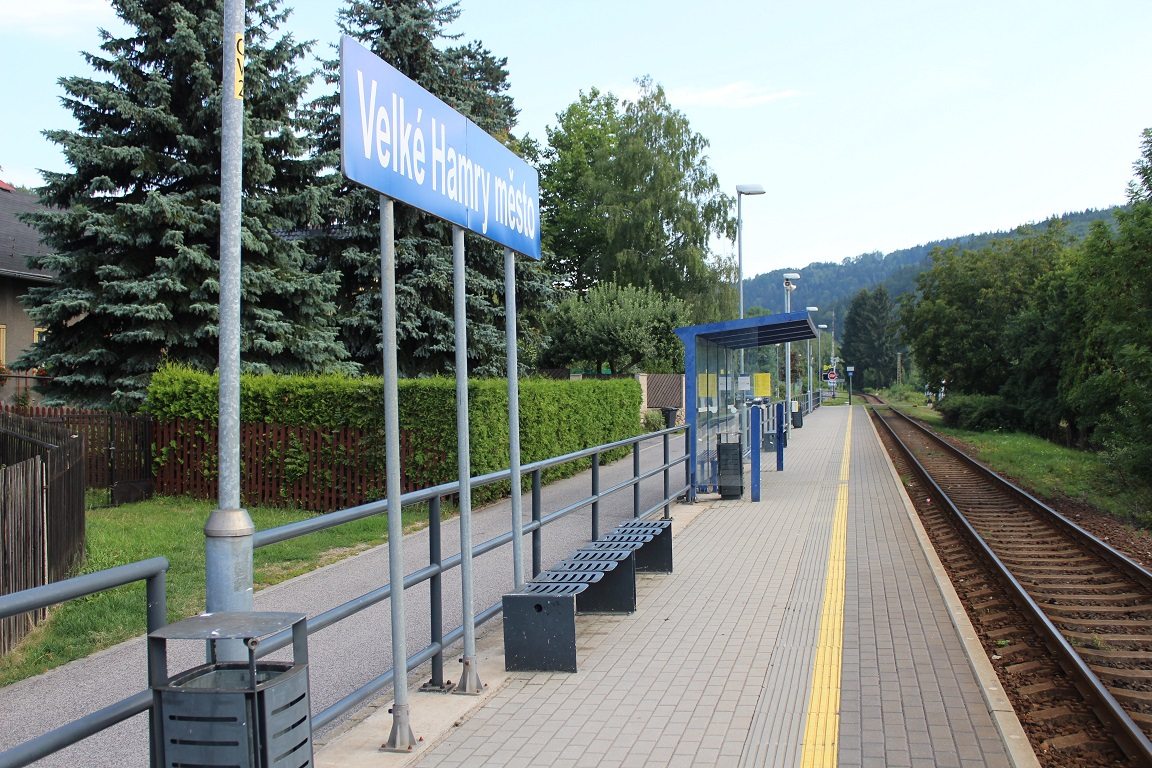
Velké Hamry město
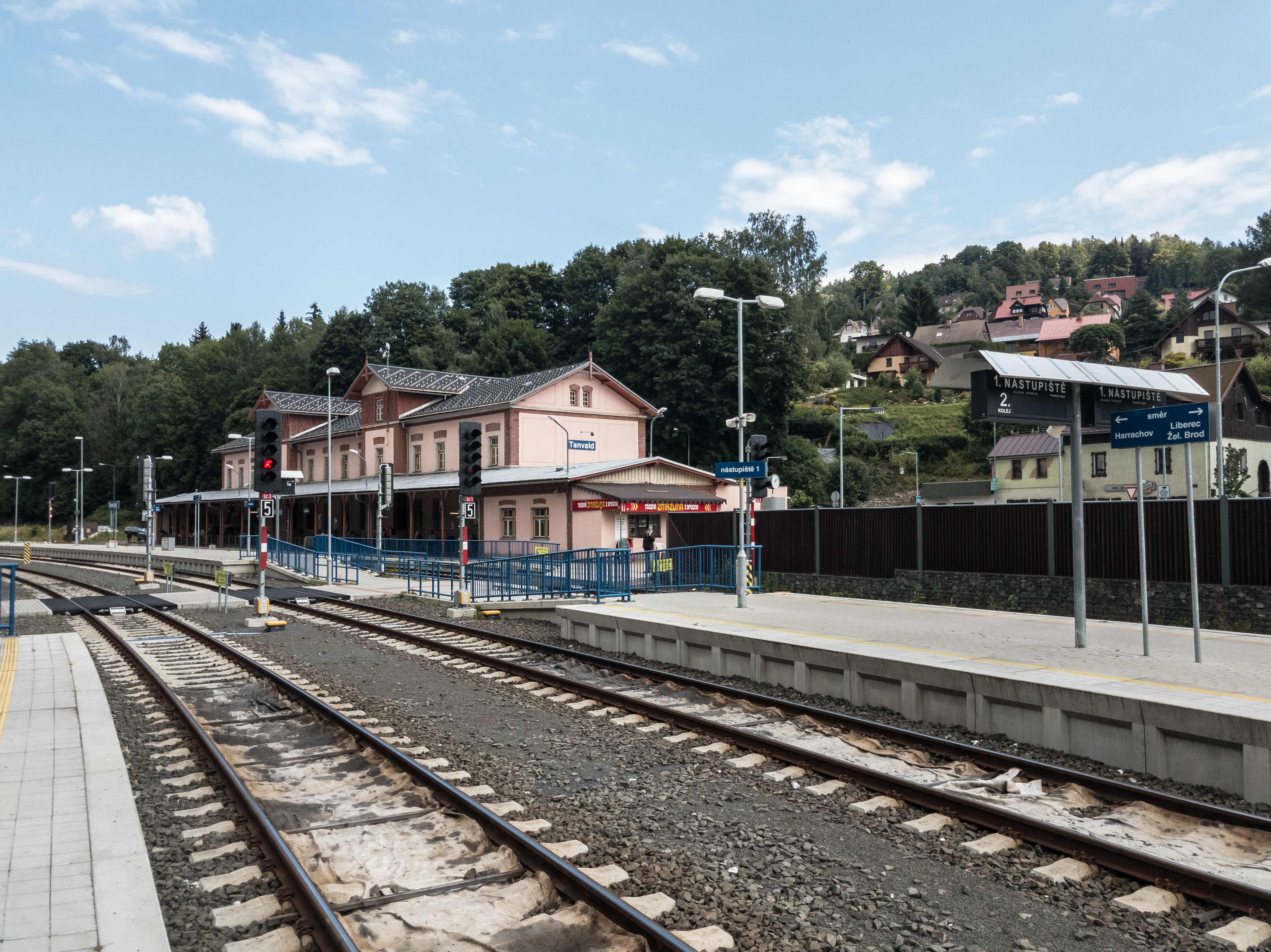
Tanvald